# 29210 Robertbrown
29210 Robertbrown è un asteroide della fascia principale. Scoperto nel 1991, presenta un'orbita caratterizzata da un semiasse maggiore pari a 2,8106355 UA e da un'eccentricità di 0,1704855, inclinata di 12,73478° rispetto all'eclittica.
L'asteroide è dedicato al botanico Robert Brown, scopritore del moto browniano.